# سيدي علي بن يوب
سيدي علي بن يوب بلدية جزائرية في دائرة سيدي علي بن يوب التابعة لولاية سيدي بلعباس شمال غرب الجزائر.